# 張禧嬪 (1981年電視劇)
《女人列傳－張禧嬪》（韓語：여인열전 - 장희빈）是韓國MBC於1981年10月5日至1982年4月30日間播出的時代劇，為女人列傳系列第一部。由同樣是己亥年生的李美淑扮演張禧嬪，導演柳吉村的弟弟柳仁村擔綱男主角，以及當時還是大學生的李惠淑共同主演。
該劇播映當時，創下MBC電視劇史上最高收視紀錄，捧紅李美淑、李惠淑與李美枝三名女演員，不過該劇也收獲些許負評，比如將促使文化暢達且通曉經事的賢王肅宗，描繪成陰沉又優柔寡斷的君王，有人認為這是史實誤導，也有人認為劇組製作描述惡女的故事，欠缺教育使命感的自覺，亦有暴力情節的疑慮等。

## 卡司與角色
- 李美淑[1] 飾演 張禧嬪：肅宗的妃嬪
- 柳仁村[1][註 1] 飾演 肅宗：朝鮮王朝第19代王
- 李惠淑[4]（童年：尹宥善） 飾演 仁顯王后閔氏：肅宗的繼妃
- 李美枝[3] 飾演 仁敬王后：肅宗的正妃
- 鄭愛蘭[1] 飾演 莊烈王后趙氏：肅宗的法定曾祖母
- 潘曉靜[1] 飾演 尹氏：禧嬪的母親
- 吳知明[1] 飾演 金錫冑：明聖王后的堂哥
- 羅文姬[1] 飾演 明聖王后金氏：肅宗的母親
- 金茂生[1][註 2] 飾演 趙師錫：莊烈王后趙氏的堂弟，屬南人黨
- 金東賢[1] 飾演 張希載：張禧嬪的哥哥
- 李美英[8] 飾演 貴人金氏：肅宗的後宮妃子
- 金容先 飾演 淑嬪崔氏：肅宗的妃嬪
- 金容建[9] 飾演 東平君：肅宗的叔父
- 李水那[10] 飾演 千尚宮：服飾張禧嬪的就善堂尚宮
- 吳美燕[11] 飾演 金尚宮：服飾肅宗的大殿尚宮
- 南能美[12] 飾演 吳尚宮：服飾仁顯王后的中宮殿尚宮
- 金錫玉[註 3] 飾演 監察尚宮
- 吉用祐[註 4] 飾演 閔鎮厚：仁顯王后的哥哥
- 金素媛[13] 飾演 郡夫人申氏：東平君的母親
- 林采茂[11]
- 朴元淑[11] 飾演 貴同嬸：張氏家婢女
- 朴祥朝[14][註 5] 飾演 大殿內官
- 嚴侑信[註 6] 飾演 趙師錫的妻子
- 崔秉學[15][註 7] 飾演 宋時烈：西人黨老論派巨頭
- 徐昌淑（서창숙）[9]
- 洪重基（홍중기）[9]
- 洪性愛（홍성애） 飾演 昭儀劉氏：肅宗的後宮妃子
- 崔銀淑 飾演 韓尚宮：服侍莊烈王后趙氏的尚宮
- 李錦福（이금복） 飾演 朴尚宮：服侍明聖王后金氏的尚宮
- 權美惠（권미혜） 飾演 南尚宮：服侍淑嬪崔氏的尚宮
- 金英玉 飾演 李尚宮：服侍昭儀劉氏的尚宮
- 金東柱 飾演 服侍世子的東宮殿尚宮
- 申國 飾演 閔維重：仁顯王后的父親
- 鄭旭 飾演 朴泰輔：西人黨儒生
- 秦裕榮 飾演 金春澤：西人黨老論派儒生

## 播出
| 集數  | 播出日期                 | 星期   | 時間          | 備註                       |
| ----- | ------------------------ | ------ | ------------- | -------------------------- |
| 1-2   | 1971年10月5日至6日       | 一、二 | 22:15 - 23:05 |                            |
| 3     | 1971年10月12日           | 一     | 22:15 - 23:00 |                            |
| 4     | 1971年10月13日           | 二     | 22:15 - 23:05 |                            |
| 5-16  | 1971年10月19日至11月24日 | 一、二 | 22:10 - 23:00 |                            |
| 17    | 1971年11月30日           | 一     | 23:10 - 23:50 | 因播映創社特輯而順延       |
| 18    | 1971年12月1日            | 二     | 23:00 - 23:50 | 因播映創社特輯而順延       |
| 19-24 | 1971年12月7日至12月22日  | 一、二 | 22:10 - 23:00 |                            |
| 25-26 | 1971年12月28日至29日     | 一、二 | 22:20 - 23:10 |                            |
| 27-32 | 1972年1月4日至19日       | 一、二 | 22:15 - 23:05 |                            |
| 33-34 | 1972年1月25日至26日      | 一、二 | 22:30 - 23:20 | 因播映大統領國定演說而順延 |
| 35-36 | 1972年2月1日至2日        | 一、二 | 22:05 - 23:05 |                            |
| 37    | 1972年2月8日             | 一     | 22:15 - 23:05 |                            |
| 38    | 1972年2月9日             | 二     | 22:20 - 23:10 |                            |
| 39-60 | 1972年2月18日至4月30日   | 四、五 | 21:50 - 22:40 |                            |

## 獎項
- 1981年MBC放送演技大賞[16]
  - TV部門 新人賞：李美枝
- 1981年第18屆韓國演劇電影藝術賞[17]
  - TV部門 新人賞：李惠淑
- 1982年MBC放送演技大賞[18][19]
  - TV部門 最優秀女主角賞：李美淑
  - TV部門 女配角賞：吳美燕
  - TV部門 女新人賞：李惠淑

## 節目變遷
| MBC 月火連續劇                             | MBC 月火連續劇                                    | MBC 月火連續劇                                     |
| ------------------------------------------ | ------------------------------------------------- | -------------------------------------------------- |
|                                            | 女人列傳－張禧嬪 （1981年10月5日－1982年2月9日）  |                                                    |
| 百年之客 （1980年3月3日－1980年8月26日）   | 南岡李昇薰 （1982年2月15日－1982年3月9日）        |                                                    |
| 木金連續劇                                 |                                                   |                                                    |
| 第一共和國 （1981年4月2日－1982年2月11日） | 女人列傳－張禧嬪 （1982年2月18日－1982年4月30日） | 女人列傳－西宮娘娘 （1982年5月6日－1982年7月30日） |